# 夫譚
夫譚（？—？），春秋時期越國的首任君主。死後由其子允常當位。